# Île Howen
L'île Howen ou île Houen (en russe : Остров Гоуэн, Ostrov Khouena) est une île de la terre François-Joseph.

## Géographie
Située dans le détroit de Triningena entre l'île Karl-Alexander et l'île Hohenlohe, à 2,5 km de la côte nord-est de l'île Karl-Alexander et à 8 km au sud de l'île Hohenlohe, elle est de forme allongée, d'une longueur de 1,5 km sur une largeur de 200 m. 

## Histoire
Elle a été nommée en l'honneur du philanthrope norvégien Anton Christian Howen (1823-1864) qui finança la construction du Fram de Fridtjof Nansen. 

## Cartographie
L'île Howen (non nommée sur la carte) est entre les îles Karl-Alexander et Hohenlohe